# كرد قشلاقي (غربي أردبيل)
کرد قشلاقي (بالفارسية: کردقشلاقی) هي قرية تقع في إيران في أردبيل. يقدر عدد سكانها بـ 235 نسمة بحسب إحصاء 2016.